# Molinasittich
Der Molinasittich (Pyrrhura molinae), auch Grünwangen-Rotschwanzsittich genannt, gehört zur Gattung der Rotschwanzsittiche (Pyrrhura) und kommt ursprünglich aus Südamerika, genauer aus dem Hochland im Osten von Bolivien und lebt dort in Wäldern und anderen Gebieten, die zumindest einen geringen Baumbestand aufweisen. Man sieht Molinasittiche außerhalb der Brutzeit meist in kleinen Schwärmen mit 10–20 Tieren, manchmal auch in größeren Gruppen. In freier Natur sind sie häufig anzutreffen und gehören nicht zu den bedrohten Arten.
Molinasittiche sind als Heimvögel sehr beliebt, von den Pyrrhura-Arten werden sie mit am häufigsten in menschlicher Obhut gehalten. Es sind sehr muntere und agile Sittiche, von denen es nicht nur wildfarbene, sondern auch verschiedene Mutationen, z. B. zimt, opaline und türkis, zu kaufen gibt.

## Aussehen
Molinasittiche werden etwa 26 cm groß. Männchen und Weibchen sind äußerlich nicht zu unterscheiden. Für eine genaue Geschlechtsbestimmung benötigt man eine Endoskopie oder eine DNA-Bestimmung.
Das Gefieder vom Molinasittich ist überwiegend grün. Stirn, Scheitel, Hinterkopf, Nacken, Hals, Oberbrust und Ohrdecken sind bräunlich, wobei jede Feder hell gesäumt ist.
Die Handdecken und Handschwingen sind blau. Ein großer Flecken am Bauch, Schwanzoberseite und Schwanzunterseite sind rot-braun. Der weiße Augenring ist nackt, die Iris braun und Schnabel und Füße sind grau.
Die jungen Vögel sehen aus wie die Elterntiere, nur ihr Gefieder ist noch nicht so leuchtend.

## Verhalten
Molinasittiche sind sehr agile Vögel, die besonders viel fliegen. Genau wie andere Pyrrhura-Arten baden sie gerne. Molinasittichhe gehören zu den mittellauten Papageien. Den größten Teil des Tages sind sie recht leise, bei Aufregung können sie jedoch sehr laut schreien.

## Haltung
Molinasittiche sollten keinesfalls als Einzeltiere gehalten werden, da sie genau wie andere Papageien sehr gesellige Vögel sind. Gegenüber ihren Artgenossen sind sie nicht sehr aggressiv. Bei ausreichend Platz können sie außerhalb der Brutzeit in kleinen Schwärmen gemeinsam gehalten werden.
Da Molinasittiche sehr aktive Papageien sind, benötigen sie viel Platz. Werden sie im Käfig gehalten, brauchen sie täglich mehrere Stunden Freiflug. Entscheidet man sich für eine Volierenhaltung, sollte diese mindestens 3 m lang sein, um dem ausgeprägten Flugbedürfnis der Sittiche Rechnung zu tragen. Temperaturen unter 10 °C vertragen sie nicht, deshalb benötigen Grünwangen-Rotschwanzsittiche in einer Außenvoliere ein beheizbares Schutzhaus. Über Nacht sollte den Vögeln ganzjährig ein Schlafkasten zur Verfügung gestellt werden. Der Preis für ein Paar Grünwangen-Rotschwanzsittiche liegt bei etwa 120 € – 250 €.

### Ernährung
Bei der Ernährung der Molinasittiche sollte berücksichtigt werden, dass mindestens 40 % des Tagesbedarfs durch Obst und Gemüse gedeckt werden. Die Basis des Futters bildet eine Körnermischung für Großsittiche mit möglichst wenigen Sonnenblumenkernen. Zusätzlich sollten Äste zum Benagen gereicht werden, da diese Sittichart ein starkes Nagebedürfnis verspürt.

### Zucht
Molinasittiche werden regelmäßig in menschlicher Obhut gehalten. Sie zu züchten ist relativ einfach. Während der Brutzeit sollte der Züchter die Paare jedoch separieren, da sie sich bei der Brut sonst gegenseitig stören.
Die Brutpaare wählen gern zwischen hoch- und querformatigen Nistkästen aus. Sie legen 3–7 Eier im Abstand von zwei Tagen, die 23 Tage bebrütet werden. Nach 45–50 Tagen verlassen die Küken das Nest, nach weiteren drei Wochen sind sie futterfest und selbstständig.

### Bescheinigung
Für alle Pyrrhura-Arten besteht eine Meldepflicht bei den örtlichen Behörden. In den meisten Bundesländern ist die Untere Naturschutzbehörde zuständig, in NRW allerdings das Umweltamt. Die Anmeldung ist kostenlos. Man benötigt dazu ein Formular, das entweder online oder bei der Behörde direkt erhältlich ist. Des Weiteren muss man eine Herkunftsbescheinigung des Züchters vorlegen, die belegt, dass der gekaufte Sittich aus einer legalen, europäischen Nachzucht stammt. Auch die Ringnummer und das Geschlecht des Vogels müssen angegeben werden.
Falls ein Sittich nicht aus der EU stammt, benötigt man eine CITES-Bescheinigung.

## Unterarten
Der Molinasittich besitzt 6 Unterarten:
- Grünwangen-Rotschwanzsittich (Pyrrhura molinae molinae (Massena & Souance, 1854)) – Nominatform, lebt im Hochland in Ostbolivien und wird bis zu 26 cm groß. Das Gefieder ist überwiegend grün. Stirn, Scheitel, Hinterkopf, Nacken, Hals, Oberbrust und Ohrdecken sind bräunlich, wobei jede Feder hell gesäumt ist.
- Mato-Grosso-Grünwangen-Rotschwanzsittich (Pyrrhura molinae hypoxantha Salvadori, 1899) – Die Färbung ist blasser, die Säumung sieht verwaschener aus und der rote Bauchfleck ist kleiner. Pyrrhura molinae hypoxantha lebt in Bolivien und Brasilien. Es gibt zwei Farbmutationen dieser Unterart, eine grüne und eine gelbe, die auch als Gelbseitensittich bezeichnet wird.
- Gelbflügel-Grünwangen-Rotschwanzsittich (Pyrrhura molinae flavoptera Herzog, Kessler, Friggens & Fjeldsa, 1998) – lebt in Bolivien und kann dank seinen gelben und roten Federn am Flügelbug, am Flügelrand und am Daumenfittich leicht von anderen Arten unterschieden werden.
- Argentinischer Grünwangen-Rotschwanzsittich (Pyrrhura molinae australis Todd, 1915) – Die Färbung ist eher olivgrün, die Säumung ist matter und sieht verwaschener aus und der rote Bauchfleck ist größer und leuchtender als bei Pyrrhura molinae molinae. Pyrrhura molinae australis lebt in Bolivien und Argentinien.
- Schlegels Grünwangen-Rotschwanzsittich (Pyrrhura molinae phoenicura (Schlegel, 1864)) – lebt in Bolivien und Brasilien und ist mit 24 cm etwas kleiner als die Nominatform Pyrrhura molinae molinae Sein Gefieder weist einen größeren Grünanteil auf.
- Palmarito-Grünwangen-Rotschwanzsittich (Pyrrhura molinae restricta Todd, 1947) – sieht etwa aus wie Pyrrhura molinae hypoxantha, ist mit 24 cm jedoch etwas kleiner und sein Gefieder schimmert bläulich. Er lebt in Bolivien. Pyrrhura molinae restricta wird nur selten in menschlicher Obhut gehalten und seine Zucht gelingt nur selten.